# ورزشکاه کنستو آرنا
ورزشکاه کنستو آرنا (به لاتین: Consto Arena) یک ورزشگاه فوتبال در نروژ است که در ندر اریک واقع شده‌است.